# قائمة حلقات المرآة السوداء

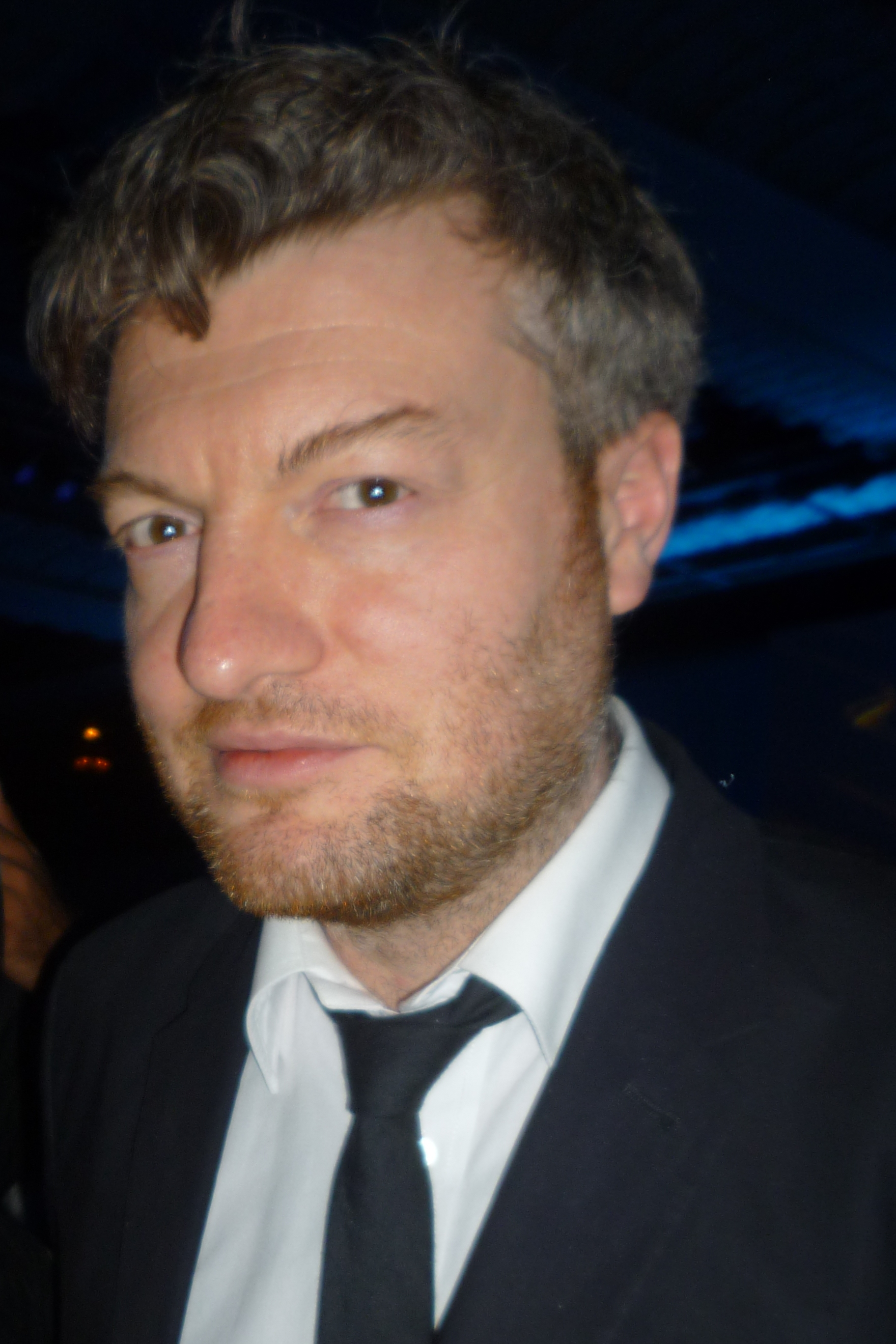
تشارلي بروكر, مبتكر المرآة السوداء

المرآة السوداء (بالإنجليزية: Black Mirror) هو مسلسل أنثولوجي بريطاني من نوع خيال علمي من ابتكار تشارلي بروكر. استُلهم البرنامج من سلسلة منطقة الغسق (The Twilight Zone)، ويستكشف تأثيرات التكنولوجيا وانعكاساتها الجانبية على الفرد والمجتمع. بدأ عرض المسلسل على القناة الرابعة البريطانية، قبل أن تنتقل حقوقه إلى منصة البث الأمريكية نتفليكس. وقد امتد عرضه عبر سبعة مواسم بين عامي 2011 و2025، متضمنًا 33 حلقة مستقلة وفيلم تفاعلي بعنوان المرآة السوداء: باندرسناتش . تتراوح مدة الحلقات بين 40 و89 دقيقة، ويمكن مشاهدتها بأي ترتيب، إذ لا تتبع تسلسلاً زمنيًا محددًا. نادراً ما يظهر نفس الممثل في أكثر من حلقة واحدة، إلا أن العديد من الحلقات تتضمّن إشارات خفية تُعرف باسم "بيضة فصح"، مثل ظهور قنوات إخبارية من داخل عالم السلسلة أو نصوص عابرة تشير إلى حلقات سابقة. في عام 2025، حصلت حلقة "يو إس إس كاليستر" على حلقة تكملة بعنوان "يو إس إس كاليستر: نحو اللانهاية"، لتصبح بذلك أول قصة في المسلسل تتلقى جزءًا ثانيًا رسميًا.
تكوّن الموسم الأول والثاني من ثلاث حلقات لكل منهما، وعُرضا في ديسمبر 2011 وفبراير 2013 على القناة الرابعة. وبعد تعثّر المفاوضات لإنتاج موسم ثالث، تم إنتاج حلقة خاصة بعنوان "عيد الميلاد الأبيض"، عُرضت في ديسمبر 2014. في العام التالي، قامت نتفليكس بتكليف إنتاج 12 حلقة جديدة، تم تقسيمها إلى موسمين من ست حلقات، عُرضا في 21 أكتوبر 2016 و29 ديسمبر 2017 على التوالي. فيلم باندرسناش التفاعلي تم تطويره بشكل مستقل عن الموسم الخامس نظراً لتعقيد بنائه، وظهر لأول مرة في 28 ديسمبر 2018. أما الموسم الخامس الذي تأخر بسبب الفيلم، فتكوّن من ثلاث حلقات فقط وعُرض في 5 يونيو 2019. الموسم السادس المكوّن من خمس حلقات صدر في 15 يونيو 2023، بينما تم الإعلان عن الموسم السابع في نوفمبر 2023، وبدأ عرضه في 10 أبريل 2025.
غالبًا ما تكون الحلقات ذات طابع ديستوبي، وتنتهي بنهايات حزينة، وتدور أحداثها في عوالم مستقبلية تسودها تقنيات متطورة. وتتنوع الحلقات من حيث النوع الفني، حيث تشمل الدراما، الرعب النفسي، السخرية السياسية، والكوميديا الرومانسية. وقد لاقى بلاك ميرور استحسانًا نقديًا واسعًا، وحصل على العديد من الجوائز والترشيحات، من بينها ثلاث جوائز إيمي برايم تايم متتالية لأفضل فيلم تلفزيوني عن حلقات San Junipero، وUSS Callister، وBandersnatch.

## نظرة عامة على السلسلة
| الموسم      | الحلقات     | الحلقات     | الأصلي         | الأصلي         | الأصلي                    |
| الموسم      | الحلقات     | الحلقات     | الأول          | الأخير         | الشبكة                    |
| ----------- | ----------- | ----------- | -------------- | -------------- | ------------------------- |
| 1           | 3           | 3           | 4 ديسمبر 2011  | 18 ديسمبر 2011 | القناة الرابعة البريطانية |
| 2           | 3           | 3           | 11 فبراير 2013 | 25 فبراير 2013 | القناة الرابعة البريطانية |
| حلقة خاصة   | حلقة خاصة   | حلقة خاصة   | 16 ديسمبر 2014 | 16 ديسمبر 2014 | القناة الرابعة البريطانية |
| 3           | 6           | 6           | 21 أكتوبر 2016 | 21 أكتوبر 2016 | نتفليكس                   |
| 4           | 6           | 6           | 29 ديسمبر 2017 | 29 ديسمبر 2017 | نتفليكس                   |
| فيلم تفاعلي | فيلم تفاعلي | فيلم تفاعلي | 28 ديسمبر 2018 | 28 ديسمبر 2018 | نتفليكس                   |
| 5           | 3           | 3           | 5 يونيو 2019   | 5 يونيو 2019   | نتفليكس                   |
| 6           | 5           | 5           | 15 يونيو 2023  | 15 يونيو 2023  | نتفليكس                   |
| 7           | 6           | 6           | 10 أبريل 2025  | 10 أبريل 2025  | نتفليكس                   |

## حلقات

### الموسم الأول (2011)
| ر. الإجمالي | ر. في الموسم | العنوان               | المخرج       | الكاتب                 | تاريخ العرض الأصلي | عدد المشاهدات (بالمليون) |
| --- | ------------ | --------------------- | ------------ | ---------------------- | ------------------ | ------------------------ |
| 1 | 1            | «النشيد الوطني»       | أوتو باثورست | تشارلي بروكر           | 4 ديسمبر 2011      | 2.07                     |
| تُختطَف الأميرة سوزانا، إحدى أفراد العائلة المالكة البريطانية، ويطلب الخاطف لإطلاق سراحها أن يقوم رئيس الوزراء مايكل كالو بممارسة الجنس مع خنزير على الهواء مباشرة أمام الجمهور. سرعان ما تنتشر هذه المطالب على وسائل التواصل الاجتماعي، ثم تتحول إلى قضية رأي عام في وسائل الإعلام الوطنية. يحاول فريق رئيس الوزراء، دون علمه، تنفيذ خطة لتزييف المشهد عبر خدعة تصويرية، إلا أن الخاطف يكتشف ذلك ويكشف الخطة، مما يؤدي إلى تغيّر في الرأي العام ضد الحكومة. تُنفّذ عملية اقتحام فاشلة في موقع يُشتبه أنه مكان الاحتجاز، ما يسفر عن إصابة الصحفية ماليكا، التي كانت تتواصل سريًا مع موظفين في الحكومة. أمام ضغط الجمهور وتفكك الخطط البديلة، يوافق كالو على تنفيذ الفعل على الهواء أمام جمهور يتجاوز المليار مشاهد. لكن ما لا يُعلَن هو أن الخاطف، وهو فنان مشهور، أطلق سراح الأميرة قبل البث بوقت قصير، ثم انتحر شنقًا. لم تُكشف هذه الحقائق للجمهور ولا لرئيس الوزراء. بعد عام، يحتفظ كالو بمعدلات تأييد مرتفعة، لكن علاقته بزوجته تعرّضت لضرر عميق لا يُصلَح، مما يسلّط الضوء على الثمن الشخصي الباهظ الذي دفعه، رغم حفاظه على مكانته السياسية.                                                                                       |              |                       |              |                        |                    |                          |
| 2 | 2            | «خمسة عشر مليون ميزة» | يوروس لين    | تشارلي بروكر وكوني هوك | 11 ديسمبر 2011     | 1.52                     |
| يعيش بينغ في مجتمع يُجبر فيه معظم الناس على قيادة دراجات ثابتة لساعات طويلة مقابل كسب عملة تُعرف باسم "الاستحقاقات"، والتي تُستخدم لشراء الضروريات والترفيه الافتراضي. غرفته، مثل غيرها، مغطاة بالكامل بشاشات من الأرض حتى السقف، ويُجبر على مشاهدة شاشة أخرى أثناء قيادته للدراجة. ذات يوم، يسمع آبي تغني في الحمّام، فيُعجب بصوتها ويشجّعها على التقدّم لبرنامج المواهب "الفرصة الكبرى"، ويدفع تقريبًا كل مدّخراته لشراء تذكرة المشاركة لها. تؤدّي أغنية "Anyone Who Knows What Love Is (Will Understand)" للمغنية إيرما توماس، لكن لجنة التحكيم تُخبرها بأنهم لا يستطيعون توظيف مغنية جديدة، وتقنعها بدلاً من ذلك بالانضمام إلى صناعة الإباحية تحت غطاء "الترفيه". في وقت لاحق، لا يستطيع بينغ دفع الاستحقاقات لتخطّي إعلان إباحي تظهر فيه آبي، ويُعذَّب نفسيًا بالصور المفروضة عليه. يبدأ بالعيش بتقشف صارم، ويوفّر ما يكفي لشراء تذكرة له للمشاركة في البرنامج نفسه. على خشبة المسرح، يُهدد بالانتحار باستخدام قطعة زجاج مخفية، ويُلقي خطابًا غاضبًا ضد النظام القمعي الذي يعيش فيه. بدلًا من رفضه، تُعرض عليه فرصة لتقديم برنامج أسبوعي يظهر فيه وهو يهاجم النظام… لكن من داخل النظام نفسه، ليُصبح بذلك جزءًا من المنظومة التي كان يحتجّ عليها. |              |                       |              |                        |                    |                          |
| 3 | 3            | «تاريخك بالكامل»      | براين ويلش   | جيسي أرمسترونغ         | 18 ديسمبر 2011     | 1.53                     |
| مع زراعة جهاز يُعرف باسم "الحبة" خلف الأذن، يصبح بإمكان الناس إعادة مشاهدة ذكرياتهم كما رأوها، إما عبر أعينهم أو على شاشة خارجية. في إحدى الأمسيات، يشعر ليام بالريبة من تصرّفات زوجته فيون تجاه صديقها جوناس خلال حفل عشاء. عند عودتهما إلى المنزل، تعترف فيون بأنها كانت على علاقة سابقة بجوناس، لكن بعض تفاصيلها تبدو غير متّسقة. يقضي ليام الليل في الشرب، ثم يتوجّه إلى منزل جوناس، حيث يُجبره – تحت تهديد الكسر بكأس – على حذف كل الذكريات التي يحتفظ بها وتتعلق بفيون. لاحقًا، وبعد أن يتعرض لحادث سيارة ويستعيد وعيه، يعيد ليام مشاهدة ذكرياته ويلاحظ مقطعًا من ذاكرة جوناس تُظهر فيون في سريره. يواجهها بالأمر، لكنها تواصل الكذب، ما يدفعه إلى إجبارها على عرض ذكريتها وهي تمارس الجنس مع جوناس في فترة تُصادف تقريبًا وقت الحمل بطفلها. في نهاية المطاف، يجد ليام نفسه وحيدًا في المنزل، يائسًا ومتألمًا، ويستخدم شفرة حلاقة في محاولة يائسة لانتزاع "الحبة" من جسده، في فعل يجسّد رفضه للواقع المُشوّه الذي فرضته التكنولوجيا على حياته وذاكرته وعلاقاته. |              |                       |              |                        |                    |                          |

### الموسم الثاني (2013)
| ر. الإجمالي | ر. في الموسم | العنوان       | المخرج      | الكاتب       | تاريخ العرض الأصلي | عدد المشاهدات (بالمليون) |
| --- | ------------ | ------------- | ----------- | ------------ | ------------------ | ------------------------ |
| 4 | 1            | «سأعود حالا»  | أوين هاريس  | تشارلي بروكر | 11 فبراير 2013     | 2.01                     |
| عد انتقالها إلى منزل ريفي، يُقتل آش، حبيب مارثا، أثناء عودته بسيارة مستأجرة. وبينما تحاول التأقلم مع الحزن، تكتشف مارثا أنها حامل، وتقوم صديقتها بتسجيلها في خدمة إلكترونية تستخدم منشورات آش على مواقع التواصل ورسائله الإلكترونية لإنشاء ذكاء اصطناعي يُحاكي شخصيته. تبدأ مارثا بالتفاعل مع نسخة آش الرقمية من خلال الرسائل الفورية، ثم مكالمات الفيديو، وتصبح هذه النسخة رفيقها اليومي، تتحدث معه خلال نزهاتها، بينما تتجاهل محاولات شقيقتها للتواصل معها. لاحقًا، تُعرض عليها مرحلة جديدة من الخدمة: نسخة آلية مجسّدة من آش، تشبهه جسديًا بشكل مذهل. رغم انجذابها الأولي، يبدأ شعورها بالانزعاج من سلوك الروبوت، خصوصًا لافتقاره للمشاعر الحقيقية وردود الفعل الإنسانية. وفي نوبة من الغضب، تأخذه إلى حافة جرف وتأمره بالقفز، لكنه يبدأ بالفعل بتنفيذ الأمر، ما يثير داخلها شعورًا بالفراغ والغضب؛ إذ تدرك أنه ليس آش، بل مجرد آلة تقلّده. تمر السنوات، وفي أحد أعياد ميلاد ابنتها، تصعد الفتاة إلى العلية وهي تحمل قطعة كعك لنسخة آش الآلية، التي أصبحت محصورة في العلية ولا يُسمح بزيارتها إلا في عطلات نهاية الأسبوع. تُرك هناك كظلٍ صامت لذكريات مؤلمة، رمزًا لحزنٍ لا يمكن دفنه ولا عيشه بالكامل. |              |               |             |              |                    |                          |
| 5 | 2            | «الدب الأبيض» | كارل تيبيتس | تشارلي بروكر | 18 فبراير 2013     | 1.69                     |
| ستيقظ امرأة في منزل وهي تُعاني من فقدان الذاكرة، لتكتشف أن المارّة يراقبونها بصمت ويصوّرونها بهواتفهم دون أي تفاعل أو محاولة للمساعدة. سرعان ما تتعرّض للمطاردة من قِبل رجل مقنّع، وفي أثناء فرارها تلتقي بشابة تُدعى جيم، التي تخبرها أنها تختبئ أيضًا من "الصيّادين". تشرح جيم أن الأشخاص الذين يصوّرونهم قد تعرّضوا لغسيل دماغ عبر إشارة غريبة تُبث من منشأة قريبة، بينما "الصيّادون" هم أناس لم يتأثروا بالإشارة ويستخدمون الوضع للعنف والتعذيب. تنضم المرأة إلى جيم في خطة لتدمير جهاز البث. في طريقهم عبر الغابة، يواجههم أحد الصيّادين ويدعى باكستر، ويهددهم بالسلاح، لكن جيم تتمكن من شلّه. عند وصولهم إلى المنشأة، يتعرضون لهجوم من قبل صيّادين آخرين، وتنتزع المرأة بندقية من أحدهم وتُصوّب بها، لكنها تطلق قصاصات ورقية ملوّنة فقط. في تلك اللحظة، ينكشف كل شيء: ما جرى خلال اليوم كان عرضًا تمثيليًا بالكامل. جميع الأشخاص الذين التقتهم، بمن فيهم جيم، هم ممثلون أو جمهور مشارك. أما المرأة، فهي في الحقيقة تُدعى فيكتوريا سكيلان، وقد كانت شريكة في جريمة اختطاف وقتل طفلة، ارتكبها القاتل إيان رانوك. حُكم على فيكتوريا بـ100 سنة من العقوبة داخل "منتزه عدالة الدب الأبيض" (White Bear Justice Park)، حيث تُمسح ذاكرتها يوميًا، وتُجبر على عيش نفس التجربة المروّعة مرارًا وتكرارًا، في حلقة لا نهاية لها من العقاب العلني الذي يُقدَّم كـ"ترفيه للجمهور". |              |               |             |              |                    |                          |
| 6 | 3            | «لحظة والدو»  | برين هيغينز | تشارلي بروكر | 25 فبراير 2013     | 1.28                     |
| جيمي سالتر هو محرّك صوتي وشخصيّة لدمية دبّ متحرّك تُدعى والدو في برنامج ساخر. يقوم والدو باستفزاز السياسيين بطرح أسئلة بذيئة خلال المقابلات، مما يجذب انتباه الجمهور بأسلوبه الفجّ والساخر. بعد مقابلة مثيرة للجدل مع السياسي المحافظ ليام مونرو، يُقرَّر ترشيح والدو في انتخابات فرعية تُجرى في منطقة تُعد معقلاً لحزب المحافظين، حيث يترشح مونرو نفسه. يلتقي جيمي بمرشحة حزب العمال غويندولين هاريس، وتنشأ بينهما علاقة عاطفية قصيرة تنتهي بممارسة الجنس، إلا أن فريقها يُجبرها على قطع الاتصال به طوال فترة الحملة الانتخابية. خلال مناظرة طلابية، يسخر والدو من كل من مونرو وهاريس بطريقة لاذعة، ويحقق المقطع انتشارًا واسعًا على الإنترنت. يتلقى جيمي بعدها عرضًا من عميل أمريكي مهتم باستخدام صورة والدو لأغراض سياسية على نطاق عالمي. بعد أن ترفض غويندولين اعتذاره، يُقرر جيمي الظهور أمام الجمهور كصاحب الشخصية ويُناشد الناس ألّا يصوّتوا لصالح والدو، محذرًا من استخدامه كأداة للنفوذ والتهويل. لكن مديره التنفيذي جاك يستولي على شخصية والدو ويُحرّض الجمهور ضد جيمي، مما يؤدي إلى تدمير سمعته. في المستشفى، يُشاهد جيمي نتائج الانتخابات: مونرو يفوز بالمقعد ووالدو يأتي في المركز الثاني. في نهاية رمزية قاتمة، يظهر جيمي لاحقًا مشردًا في الشوارع، ويُصعَق بالصاعق الكهربائي من قِبل شرطة سرية بعد أن يرمي زجاجة على شاشة ضخمة تُظهر والدو، الذي أصبح وجه النظام العالمي الجديد، يُبث على جميع القنوات، في إشارة إلى كيف يمكن للتهريج السياسي أن يتحوّل إلى أداة للسلطة الشمولية. |              |               |             |              |                    |                          |

### حلقة خاصة (2014)
| ر. الإجمالي | العنوان              | المخرج      | الكاتب       | تاريخ العرض الأصلي | عدد المشاهدات (بالمليون) |
| --- | -------------------- | ----------- | ------------ | ------------------ | ------------------------ |
| 7 | «عيد الميلاد الأبيض» | كارل تيبيتس | تشارلي بروكر | 16 ديسمبر 2014     | 1.66                     |
| في كوخ معزول وسط الثلوج، يجلس مات وجو يتبادلان الحديث عن ماضيهما. كان مات سابقًا يدير مجموعة على الويب المظلم تضم رجالًا يراقبون بعضهم البعض أثناء محاولاتهم إغواء النساء باستخدام تقنية تُعرف بـ**"عيون Z"** (Z-Eyes)، وهي زرعات إلزامية بديلة للهواتف الذكية، تسجّل الرؤية والصوت بشكل مباشر. تنتهي هذه المغامرات المَرَضيّة بمأساة، حين تقوم امرأة مضطربة نفسيًا بتسميم أحد الأعضاء في جريمة قتل وانتحار. كان مات أيضًا يعمل في تدريب ما يُعرف بـ**"الكوكيز"**، وهي نُسخ رقمية مطابقة تمامًا لشخصيات بشرية حقيقية، يتم تخزينها داخل كائن صغير بيضاوي الشكل، وتُستخدم كمساعدين شخصيين يُجبَرون على خدمة النسخ الأصلية. تتم برمجة هذه الكوكيز لتعاني إن لم تتعاون، مما يُعد شكلًا من أشكال التعذيب الرقمي. أما جو، فيروي قصته التي بدأت بخلاف مع زوجته بيث بشأن رغبتها في الإجهاض، حيث قامت "بحظره" عبر عيون Z، مما منعه من رؤيتها أو سماعها. ومع مرور السنوات، كان يتسلل كل عيد ميلاد إلى منزل والد بيث ليُراقبها هي والطفل من بعيد—طفل لم يكن يعرف حتى إن كان والده، إذ لم يكن باستطاعته رؤيته بسبب الحظر. بعد وفاة بيث المفاجئة، يُرفع الحظر عن الطفل، ويكتشف جو أن الطفلة ليست ابنته. في لحظة انفعال، يواجه والد بيث ويقوم بقتله، تاركًا الطفلة الصغيرة وحدها في المنزل وسط العاصفة، حيث تموت متجمّدة في البرد. في تطوّر صادم، يكشف مات أن كلاهما ليسا في العالم الحقيقي، بل هما كوكيز رقمية، ونقاشهما كان وسيلة لاستخلاص اعتراف جو بجريمته. يتم الحكم على جو بالسجن، بينما يُسجل مات كـ"شخص خطر" وتُطبّق عليه عقوبة اجتماعية تكنولوجية: يُحظر عليه أن يراه أو يتفاعل معه أي شخص في العالم، حيث يُصبح مجرد ظل رمادي لدى الجميع. أما الكوكي الرقمي الخاص بجو، فتمت برمجته من قبل ضابط الشرطة ليعيش مليون سنة من الزمن الواعي داخل نفسه بمعدل ألف سنة في الدقيقة الواحدة، إلى ما لا نهاية—عقوبة أبدية من العذاب الذهني، مُغلّفة في صورة عدالة تكنولوجية قاسية لا ترحم. |                      |             |              |                    |                          |

### الموسم الثالث (2016)
| ر. الإجمالي | ر. في الموسم | العنوان               | المخرج          | الكاتب                   | تاريخ العرض الأصلي |
| --- | ------------ | --------------------- | --------------- | ------------------------ | ------------------ |
| 8 | 1            | «نوزدايف»             | جو رايت         | تشارلي بروكر             | 21 أكتوبر 2016     |
| في عالم تُقيَّم فيه كل تفاعلات الناس الاجتماعية على مقياس من خمس نجوم عبر زرعات بصرية وهواتف محمولة، تُحدِّد الدرجة الإجمالية للفرد حالته الاجتماعية والاقتصادية. لايسي، التي تبلغ تقييمها 4.2، تسعى بجِدّ للوصول إلى 4.5 كي تُصبح مؤهلة للحصول على شقة أفضل في مجمّع سكني راقٍ. في محاولة لرفع تقييمها، تقبل بحماس دعوة لتكون إشبينة العروس في حفل زفاف صديقتها القديمة نايومي، التي تتمتع بتقييم عالٍ. لكن رحلتها تنهار منذ البداية: تُلغى رحلتها الجوية، ويكون تقييمها منخفضًا جدًا لحجز بديل. بعد شجار مع موظفي المطار، تُعاقب بنظام "الضرر المضاعف"، حيث تؤثر التقييمات السلبية على درجتها بدرجة أكبر بكثير. ومع انخفاض تقييمها، لا تملك سوى استئجار سيارة متهالكة تتعطّل لاحقًا، فتضطر إلى ركوب شاحنة مع سائقة تُدعى سوزان، وهي من ذوي التقييمات المتدنية والرافضين للنظام. مع انخفاض تقييم لايسي أكثر، تُلغي نايومي دعوتها خوفًا من تأثير ذلك على صورتها الاجتماعية، لكن لايسي تُقرّر اقتحام حفل الزفاف على أي حال وتحاول إلقاء كلمة. بينما تفقد السيطرة على أعصابها، وتزداد تقييماتها سلبًا من قبل الحضور، تلوّح بسكين في لحظة من الانهيار، ما يدفع الأمن للتدخل واعتقالها. في السجن، تُصنَّف لايسي على أنها "لا يمكن تقييمها"، وتُجرد من وضعها كمواطنة ضمن النظام الاجتماعي. لكن بعيدًا عن القيود الرقمية، تتبادل الشتائم العفوية والمضحكة مع زميلها في الزنزانة، في لحظة من التحرر الحقيقي من قمع ثقافة التقييمات المزيفة. |              |                       |                 |                          |                    |
| 9 | 2            | «اختبار اللعب»        | دان تراشتنبرغ   | تشارلي بروكر             | 21 أكتوبر 2016     |
| عد وفاة والده، يسافر كوبر حول العالم محاولًا الهروب من حزنه ويتجاهل مكالمات والدته المتكررة. يصل إلى لندن ويقضي ليلة مع فتاة تُدعى سونيا. في اليوم التالي، يتعرّض لسرقة هويته البنكية، ويصبح بلا مال، فيعثر على إعلان لفرصة مدفوعة لتجربة لعبة تجريبية في شركة ألعاب متطورة. بعد اختبارات أولية، يلعب كوبر نسخة معزّزة من لعبة "اضرب الخلد" (Whac-A-Mole)، ثم يلتقي برئيس الشركة شو، الذي يطلب منه اختبار لعبة رعب تعتمد على شبكة عصبية صناعية تتعلم من مخاوف اللاعب وتُجسّدها في الوقت الفعلي. يتم نقل كوبر إلى قصر كبير، حيث يبدأ اختبار اللعبة. مع تقدم التجربة، يصبح الرعب أكثر واقعية، ويواجه تجسيدًا عدائيًا لصونيا، قبل أن تُخبره كاتي، المهندسة المشرفة على الاختبار، أن التقنية لا ينبغي أن تسبب ألمًا جسديًا. تأخذه إلى غرفة يُفترض أنها لإنهاء التجربة، لكن هناك يبدأ كوبر بفقدان ذاكرته، وتخبره كاتي وشو بأن التقنية قد تطورت بشكل جعل من المستحيل إخراجه منها. ثم يستيقظ كوبر فجأة في مكتب شو، ليُقال له إن كل ما رآه كان مجرد محاكاة داخل اللعبة. يعود إلى منزله ليجد والدته لا تتعرّف عليه، في صدمة عاطفية قاسية. لكن في مفاجأة أخيرة، يُكشَف أن كل الأحداث ابتداءً من لعبة "Whac-A-Mole" وحتى عودة كوبر إلى المنزل حدثت خلال تجربة استغرقت فقط 0.04 ثانية، وأنه مات خلال التجربة بعد أن تسببت مكالمة من والدته في تشويش كهربائي على النظام، مما أدى إلى خلل قاتل في دماغه. |              |                       |                 |                          |                    |
| 10 | 3            | «اصمت ونفذا الأوامر»  | جيمس واتكنز     | تشارلي بروكر ووليام بريج | 21 أكتوبر 2016     |
| صوّر أحد القراصنة كيني وهو يستمني عبر كاميرا الويب الخاصة به، وهدد بنشر التسجيل ما لم يلتزم بتعليماته. أخذ كيني كعكة من شخص آخر مُبتزّ، وأخذها إلى غرفة فندق كان هيكتور ينتظرها لارتكاب الزنا مع عاملة جنس. اتصل القراصنة بهيكتور، الذي امتثل لأوامرهم لتجنب فقدان حضانة أطفاله. توجه كيني وهيكتور بالسيارة إلى بنك، وسرقه كيني تحت تهديد السلاح. أوصل هيكتور كيني إلى الغابة لتسليمه المال، ثم غادر للتخلص من السيارة (للتخلص من أي دليل يربطه هو وكيني بالسرقة). شرح شخص آخر مُبتزّ لكيني أن عليهما القتال حتى الموت على المال، بينما تُصوّره طائرة بدون طيار. حاول كيني إطلاق النار على نفسه، لكن المسدس كان فارغًا. لاحقًا، وهو يترنح خارج الغابة، اكتشف كيني أن القراصنة نشروا التسجيل. اتصلت به والدته المذهولة، بعد أن علمت أنه كان يستمني لمشاهدة صور إباحية للأطفال، بينما حاصرت الشرطة المسلحة المنطقة. |              |                       |                 |                          |                    |
| 11 | 4            | «سان جونيبيرو»        | أوين هاريس      | تشارلي بروكر             | 21 أكتوبر 2016     |
| في عام 1987، تلتقي يوركي الخجولة بـكيلي المنطلقة في مدينة ساحلية تُدعى سان جونيبيرو، والتي تبدو كمنتجع شاطئي ينبض بالحياة والموسيقى. تنشأ بينهما علاقة سريعة، ويلتقيان مرة أخرى في الأسبوع التالي حيث تمارسان الجنس، لكن بعد ذلك تختفي كيلي فجأة، وتبدأ يوركي في البحث عنها دون جدوى. يقترح أحد الأشخاص على يوركي أن تبحث في حقبة زمنية مختلفة، فتبدأ في استكشاف عوالم متعددة عبر العقود حتى تعثر على كيلي في عام 2002. هناك، تعترف كيلي بأنها على وشك الموت في العالم الحقيقي، وكانت تحاول تجنّب التعلّق العاطفي بيوركي خوفًا من الألم. يلتقيان مرة أخرى وتتشكل بينهما رابطة أعمق. وهنا يُكشَف أن سان جونيبيرو هي واقع افتراضي مُحاكى يُتاح للأشخاص المُتوفّين أو كبار السن الذين يوشكون على الموت، حيث يمكنهم أن يعيشوا بشبابهم من جديد ويتواصلوا مع الآخرين كما يشاؤون. في العالم الحقيقي، تقع أحداث القصة في كاليفورنيا، حيث تكون كيلي لا تزال على قيد الحياة، بينما تكون يوركي مشلولة بالكامل وتستعد للخضوع لعملية موت رحيم (القتل الرحيم) لكي تعيش بشكل دائم في سان جونيبيرو. توافق كيلي على الزواج منها قانونيًا من أجل منحها التصريح الطبي اللازم لإجراء العملية. بعد الزفاف، تدور بينهما مواجهة مؤثرة، حيث ترفض كيلي في البداية فكرة البقاء في سان جونيبيرو بعد وفاتها، لأنها تشعر بالخيانة تجاه زوجها الحقيقي، الذي قضت معه 49 عامًا، ولم يختر أن ينضم إلى العالم الافتراضي بعد أن توفّيت ابنتهما، التي لم يُتح لها خيار الوجود في سان جونيبيرو. لكن بعد مرور بعض الوقت، تغيّر كيلي رأيها. وبعد موتها، تنضم إلى سان جونيبيرو وتلتقي بيوركي في مشهد ختامي مفعم بالحب والفرح، حيث ترقصان معًا بين الأضواء والموسيقى، في حياة أبدية جديدة منحتهما التكنولوجيا إياها — عالم خيالي جميل يتحدى الموت والوحدة. |              |                       |                 |                          |                    |
| 12 | 5            | «رجل بمواجهة النيران» | جاكوب فيربروجين | تشارلي بروكر             | 21 أكتوبر 2016     |
| يقوم جنود بتنفيذ عمليات إبادة ضد بشر "متحوّلين" يُعرفون باسم "الصراصير" في بلد أجنبي، باستخدام زرعة تُدعى "ماس" — وهي تقنية واقع معزّز مزروعة في الدماغ، تمنحهم بيانات تحليلية وتُشوّه إدراكهم للواقع. أثناء إحدى المهمات، يواجه الجندي سترايب مجموعة من "الصراصير" لأول مرة ويتمكّن من قتل اثنين، لكن أحدهم يستخدم جهازًا غريبًا يُحدث خللًا في واجهة ماس لدى سترايب، دون أن يدرك الأخير ذلك في البداية. في اليوم التالي، يُلاحظ سترايب سلوكًا مريبًا من شريكته في المهمة هانتر، التي تحاول قتل امرأة مذعورة وابنتها الصغيرة دون مبرر ظاهر. يحاول سترايب إنقاذهما، فتشرح له الأم أن "ماس" هي ما يجعل الجنود يرونهم كمخلوقات مشوّهة، بينما هم في الحقيقة بشر عاديون تمامًا. يتّضح أن "الصراصير" هم في الواقع أقلية عرقية يُستهدفون ضمن حملة إبادة جماعية مُمَنهجة تُنفذها المؤسسة العسكرية تحت غطاء تشويه الإدراك. ترفض هانتر تصديق الحقيقة، وتقتل الأم والطفلة، ثم تضرب سترايب وتفقده الوعي. يستيقظ لاحقًا في زنزانة، حيث يواجهه طبيب نفسي يُدعى أركيت، الذي يمنحه خيارين: إما البقاء في سجن دائم، أو الخضوع لعملية محو للذاكرة واستعادة ماس إلى وضعها السابق. يختار سترايب النسيان. وفي المشهد الختامي، يُعرض وهو يرتدي الزي العسكري المزخرف بالأوسمة، ويقترب من منزل جميل وامرأة كانت تظهر له في أحلامه، في لحظة تبدو مثالية… لكنها ليست سوى وهم يُنتجه نظام ماس، بينما الواقع الحقيقي مُخفي تمامًا عنه. |              |                       |                 |                          |                    |
| 13 | 6            | «مكروه في البلاد»     | جيمس هوز        | تشارلي بروكر             | 21 أكتوبر 2016     |
| لمواجهة الانقراض الوشيك للنحل، طوّرت شركة غرانولار مشروعًا بديلًا يتمثل في نحل آلي يُعرف باسم "الحشرات الطائرة الذاتية". في البداية، يُروَّج لهذا الابتكار كمساهمة في الحفاظ على التوازن البيئي، لكن يتّضح لاحقًا أن هذه التكنولوجيا قد تم التلاعب بها. تتولى المحققة كارين بارك والشرطية بلو كولسون ، بمساعدة العميل شون لي من الوكالة الوطنية لمكافحة الجريمة، التحقيق في عدد من الوفيات الغامضة. سرعان ما يتّضح أن الضحايا قُتلوا بواسطة سرب من الـ ADIs، وأنهم كانوا أهدافًا ضمن حملة كراهية على وسائل التواصل الاجتماعي عبر وسم #DeathTo. يكتشف الفريق أن شخصًا مجهولًا ينفّذ لعبة إلكترونية تُدعى "لعبة العواقب"، حيث يُقتل أكثر شخص يتم ذكر اسمه مع الوسم #DeathTo خلال اليوم، باستخدام أسراب النحل الآلي. رغم محاولاتهم حماية الهدف التالي، تتسلل الـ ADIs إلى "المنزل الآمن" وتقتلهن بطريقة مروّعة. مع انتشار الفوضى في وسائل الإعلام، تتمكّن "بلو" من تتبّع مصدر الهجمات إلى غاريت سكولز، موظف سابق في شركة غرانولار. يُعثر على أداة اختراق من تصميمه، ويصرّ العميل شون لي على استخدامها لتعطيل النظام. لكن يتضح أن ذلك كان جزءًا من خطة سكولز: عملية اختراق مموّهة لتمكين ADIs من قتل كل من استخدم الوسم. تقوم الحشرات الآلية بتنفيذ الإبادة الرقمية، وتقتل ما يقرب من 400,000 شخص، جميعهم شاركوا في الوسم #DeathTo، كعقوبة جماعية على خطاب الكراهية. تظهر كارين بارك في قاعة المحكمة لمحاكمتها حول ما حدث، بينما تتابع "بلو" آثار سكولز الهارب، مصممة على الإمساك به. |              |                       |                 |                          |                    |

### الموسم الرابع (2017)
| ر. الإجمالي | ر. في الموسم | العنوان                   | المخرج       | الكاتب                   | تاريخ العرض الأصلي |
| --- | ------------ | ------------------------- | ------------ | ------------------------ | ------------------ |
| 14 | 1            | «يو إس إس كاليستر»        | توبي هاينز   | وليام بريج وتشارلي بروكر | 29 ديسمبر 2017     |
| تقوم شركة "كالِيستر" بتطوير لعبة متعددة اللاعبين تُدعى "إنفينيتي"، بقيادة المدير التنفيذي "جيمس والتون" ومدير التكنولوجيا التنفيذي "روبرت ديلي"، وهو مصمم اللعبة الذي لا يحظى بالكثير من التقدير. في الخفاء، أنشأ ديلي خادماً خاصاً داخل اللعبة يحاكي سلسلته التلفزيونية المفضلة، حيث يتقمص طاقم سفينة الفضاء "يو إس إس كالِيستر" نسخًا رقمية واعية من زملائه في العمل، بما في ذلك والتون نفسه. عندما يضيف ديلي مبرمجة جديدة تُدعى "نانيت كول" إلى الخادم، تُصاب بالذهول والارتباك، وتقاوم أوامره حتى يقوم بإيقاع الألم بها لإثبات قدرته على التحكم. خلال غيابه، تضع نانيت خطة للهروب، رغم تردد والتون في البداية بعدما تذكّر أن ديلي سبق أن رفع نسخة رقمية من ابنه وقتله داخل اللعبة. تنجح نانيت في ابتزاز نظيرتها في العالم الحقيقي لتشتيت انتباه ديلي لفترة كافية كي يتمكن الطاقم من سرقة جهازه داخل اللعبة المعروف بـ"الأومنيكورد"، والذي يتحكم بالخادم. يعود ديلي ويبدأ بمطاردتهم، لكنهم يتمكنون من الهرب، مما يؤدي إلى انهيار الخادم وبقاء ديلي محاصرًا بداخله، وموته في الواقع الحقيقي. أما الطاقم، فيُكمل رحلته داخل خوادم "إنفينيتي" العامة كلاعبين. |              |                           |              |                          |                    |
| 15 | 2            | «آرك إنجل»                | جودي فوستر   | تشارلي بروكر             | 29 ديسمبر 2017     |
| تفقد ماري ابنتها سارة، البالغة من العمر ثلاث سنوات، لفترة قصيرة مما يصيبها بالذعر، فتقرر زرع نظام يُعرف باسم "آرك آنجل" في جسد الطفلة. يسمح هذا النظام لماري بمراقبة ما تراه وتسمعه وتشعر به سارة من خلال جهاز لوحي، ويحتوي أيضاً على فلتر يحجب عن الطفلة مشاهدة أو سماع الأمور التي قد تسبب لها التوتر أو الصدمة.في إحدى الليالي عندما كانت سارة في الخامسة عشرة من عمرها، اكتشفت ماري أنها تكذب بشأن مكان وجودها، وفي محنتها، استعادت الجهاز اللوحي. رأت ماري سارة تمارس الجنس لأول مرة مع تريك. بدأت ماري في استخدام الجهاز اللوحي سراً؛ أجبرت تريك على تجنب سارة بعد أن أعطاها الكوكايين، وتسللت حبة منع الحمل الطارئة في عصير سارة. عندما تكتشف سارة أن والدتها تراقبها مجددًا، تدخل في نوبة غضب شديدة وتقوم بتحطيم الجهاز، مما يؤدي إلى تفعيل الفلتر من جديد، فلا تعي مدى العنف الذي تمارسه. وعندما تستفيق ماري من إصابتها، تكون سارة قد رحلت من المنزل. |              |                           |              |                          |                    |
| 16 | 3            | «تمساح»                   | جون هيلكوت   | تشارلي بروكر             | 29 ديسمبر 2017     |
| أثناء قيادته تحت تأثير الكحول في طريق جبلي، يصطدم روب بدراج عن طريق الخطأ ويتسبب في وفاته. وبمساعدة صديقته ميا، يقومان بإلقاء الجثة في بحيرة قريبة لإخفاء الجريمة. بعد خمسة عشر عاماً، وقد أقلع روب عن الشرب، يزور ميا ويقترح إرسال رسالة مجهولة إلى زوجة الضحية للتكفير عن ذنبه. لكن ميا، خائفة من أن يتم تعقب الرسالة وربطها بها، تقتل روب وتتخلص من جثته. في اليوم التالي، تحقق المحققة في شركة التأمين، شازيا، في حادث سير آخر لا علاقة له بالقضية الأصلية. تستخدم جهازًا يُعرف باسم "مُستَرجِع الذكريات"، وهو أداة تستخرج الصور من الذاكرة البصرية للأشخاص، وتبدأ بمقابلة الشهود. تدريجياً، تقودها سلسلة الشهادات إلى ميا، التي كانت قد شاهدت الحادث من نافذة منزلها. تستخدم شازيا الجهاز على ميا وتكتشف ذكريات جريمة القتل الأولى والثانية، رغم محاولة ميا إخفاءها. تقتل ميا المحققة، ثم تستخدم الجهاز لمعرفة ما إذا كان زوج شازيا يعلم بزيارتها، وبعد أن تتأكد، تذهب إلى منزله وتقوم بقتله أيضاً، كما تقتل ابنهما الرضيع حتى لا تترك أي شهود. في نهاية المطاف، تستخدم الشرطة الجهاز على خنزير غيني أليف تابع للعائلة، ويتمكنون من خلاله من تتبع ميا والوصول إليها أثناء حضورها عرضًا مدرسيًا لابنها. |              |                           |              |                          |                    |
| 17 | 4            | «تخلصوا من منسق الموسيقى» | تيم فان باتن | تشارلي بروكر             | 29 ديسمبر 2017     |
| يستخدم فرانك وإيمي جهازًا إلكترونيًا يُعرف باسم "المرشد"، يقوم باختيار شركاء علاقاتهم وتحديد مدتها الزمنية. من المفترض أن يقوم المرشد في النهاية بتحديد الشريك الأبدي لكل منهما، بنسبة نجاح تصل إلى 99.8%. يتم إقرانهما في البداية لمدة 12 ساعة فقط، ثم يُمنح كل منهما شريكًا آخر لعلاقة تدوم عدة أشهر. بعد انتهاء علاقة إيمي، تدخل في سلسلة من العلاقات القصيرة، كل واحدة تستمر 36 ساعة. وعندما تنتهي علاقة فرانك الطويلة، يُعاد جمعه مع إيمي مجددًا. ينسجمان جيدًا هذه المرة، لكن فرانك يخرق اتفاقهما بعدم النظر إلى تاريخ انتهاء العلاقة، والذي كان محددًا في البداية بخمس سنوات، إلا أن تصرفه هذا يدفع النظام إلى إعادة الحساب وتقليص المدة إلى 20 ساعة فقط. يغادر الاثنان العلاقة على خلاف، ويفشلان لاحقًا في التكيف أو الاستمتاع بعلاقاتهم التالية. في اليوم الذي من المفترض أن يُمنح فيه كل منهما شريكه الأبدي، يلتقيان مجددًا، وتشجع إيمي فرانك على التمرد. حين يقرران الهروب معًا، يبدأ العالم من حولهما بالتلاشي، ليكتشفا أن كل ما عاشاه لم يكن سوى واقعاً افتراضيًا ضمن محاكاة أعدها تطبيق مواعدة لاختبار مدى توافق فرانك وإيمي الحقيقيين في العالم الواقعي. |              |                           |              |                          |                    |
| 18 | 5            | «ذو الرأس المعدني»        | ديفيد سليد   | تشارلي بروكر             | 29 ديسمبر 2017     |
| تدور أحداث الحلقة بتصوير أبيض وأسود. تنطلق بيلا برفقة أنتوني وكلارك إلى مستودع. يقوم حارس آلي يُعرف باسم "الكلب" بقتل أنتوني ويبدأ بمطاردة الآخرين بينما يفرّون في سيارات منفصلة. يقفز الكلب إلى سيارة كلارك ويقوم بقتله، ثم يتابع مطاردة بيلا مستخدمًا نفس السيارة. يدخل الكلب سيارة بيلا، فتقفز منها بينما تنقلب السيارة وتسقط من حافة منحدر. عبر جهاز لاسلكي، تترك بيلا رسالة قصيرة لشخص ما توصي من خلالها بأحبتها في حال وفاتها. يعثر الكلب عليها، فتهرب منه بالتسلق إلى أعلى شجرة وتقوم بإلقاء أشياء عليه لتفريغ طاقته. وبينما يعيد شحن نفسه، تتسلل بيلا إلى مجمّع قريب. عندما يعثر عليها الكلب، تقوم بإعمائه باستخدام الطلاء ثم تدمره ببندقية، لكن شظاياه تُدخل أجهزة تتبع في جسدها، منها واحد في الوريد الوداجي. توجه رسالة وداع أخيرة عبر جهاز اللاسلكي، دون أن تدري إن كان أحد يسمعها. ثم ترفع سكينًا إلى عنقها، بينما تغزو الكلاب المنطقة، بما في ذلك المستودع الذي كانت بيلا ورفاقها يحاولون استعادة صندوق من الدمى المحشوة منه. |              |                           |              |                          |                    |
| 19 | 6            | «المتحف الأسود»           | كولم مكارثي  | تشارلي بروكر             | 29 ديسمبر 2017     |
| تزور نيش متحف بلاك ميوزيوم الذي يديره رولو هاينز، موظف سابق كان يجنّد أشخاصًا لتجارب في تقنيات طبية تجريبية. يضم المعرض عدة قطع، منها جهاز استخدمه الطبيب بيتر داوسون ليتحسّس جسديًا آلام مرضاه من أجل تحسين تشخيصاتهم. بمرور الوقت، أدمن داوسون الشعور بالألم، وانتهى به الأمر في غيبوبة بعد أن قتل رجلًا مشردًا ليختبر لحظة الموت بنفسه. معرض آخر يعرض دمية قرد تحتوي على وعي امرأة دخلت في غيبوبة؛ تم نقل عقلها في البداية إلى داخل دماغ زوجها، لكن بعد سلسلة من الخلافات، تم تحويلها إلى الدمية، التي سرعان ما أهملها طفلها. الجذب الرئيسي في المتحف هو هولوغرام واعٍ لرجل يُدعى كلايتون لي، أُعدِم باستخدام الكرسي الكهربائي بتهمة القتل. يُسمح للزوار بسحب ذراع لتنفيذ عملية الإعدام على النسخة الرقمية من كلايتون، ويحصلون مقابل ذلك على تذكار: نسخة رقمية من وعيه محبوسة في حلقة لا نهائية من الصعق الكهربائي. عندما يُصاب هاينز فجأة بوعكة، تكشف نيش أنها سمّمت مياهه، وتُعلن أنها ابنة كلايتون. تنقل وعي هاينز إلى الهولوغرام، وتقوم بسحب الذراع، مُحرِّرة وعي والدها وتقتل هاينز في الوقت ذاته. ثم تأخذ تذكارًا يحتوي على تسجيل لعملية صعق هاينز. تستعيد نيش دمية القرد التي لا تزال واعية، ثم تشعل النار في المتحف وتغادر بالسيارة. وأثناء القيادة، تتحدث إلى والدتها المتوفاة، التي تسكن وعيها داخل عقل نيش. |              |                           |              |                          |                    |

### فيلم تفاعلي (2018)
| العنوان | المخرج     | الكاتب       | تاريخ العرض الأصلي |
| --- | ---------- | ------------ | ------------------ |
| «باندرسناتش» | ديفيد سليد | تشارلي بروكر | 28 ديسمبر 2018     |
| انديرسناش هو فيلم تفاعلي، حيث تؤثر اختيارات المشاهد على مجريات القصة. يتتبع الفيلم ستيفان باتلر، مبرمج شاب يعمل على تطوير لعبة فيديو مستوحاة من كتاب "اختر مغامرتك الخاصة" يحمل اسم بانديرسناش. ينجح ستيفان في تقديم فكرته إلى شركة تاكرسوفت خلال اجتماع مع مديرها موهان ثاكور والمطور كولين ريتمن. يبدأ ستيفان بالعمل من المنزل، ويزداد توتره تدريجياً، مما يدفعه إلى حضور جلسات علاج نفسي. في إحدى المشاهد، يتحدث ستيفان عن وفاة والدته، وهي حادثة شكلت جزءاً محورياً من ماضيه. يمكن للمشاهد أن يختار تناول ستيفان للهلوسات مع كولين، ما يؤدي إلى انفتاحه على نظريات العوالم البديلة. في العديد من مسارات القصة، يشعر ستيفان أنه يخضع لسيطرة قوى خارجية، تمامًا كما كان يشعر مؤلف كتاب بانديرسناش الأصلي. في بعض النهايات، يكتشف ستيفان أن والده والطبيبة النفسية يجريان عليه تجربة سرية، أو يسافر عبر الزمن ليصعد إلى القطار مع والدته الذي سيتعرض لاحقًا لحادث مميت، أو قد يقتل والده وأحيانًا موهان أو كولين. يعتمد نجاح اللعبة عند إطلاقها على اختيارات المشاهد، وكذلك مصير ستيفان، سواء تم سجنه وسحب اللعبة من الأسواق أم لا. بعض النهايات تُظهر ابنة كولين وهي تحاول تحويل بانديرسناش إلى فيلم تفاعلي جديد. |            |              |                    |

### الموسم الخامس (2019)
| ر. الإجمالي | ر. في الموسم | العنوان                 | المخرج      | الكاتب       | تاريخ العرض الأصلي |
| --- | ------------ | ----------------------- | ----------- | ------------ | ------------------ |
| 20 | 1            | «الأفاعي الضاربة»       | أوين هاريس  | تشارلي بروكر | 5 يونيو 2019       |
| يستضيف داني حفلة عيد ميلاد بمشاركة زوجته ثيو. خلال الحفلة، يقدّم له صديقه القديم كارل نسخة جديدة من لعبة القتال "سترايكينغ فايبرز" التي كانا يلعبانها معًا في الماضي. النسخة الجديدة تُلعب في واقع افتراضي، حيث يمكن للمشاركين الشعور بالإحساس الجسدي من خلال شخصياتهم داخل اللعبة. في تلك الليلة، يلعب داني بشخصية تُدعى لانس، بينما يختار كارل شخصية روكسيت. بعد جولة من القتال، تسقط الشخصيتان فوق بعضهما ويتبادلان القُبَل، ثم تبدأ بينهما علاقة جنسية داخل اللعبة. في ذكرى زواجه، تواجه ثيو زوجها داني بشأن سلوكه المنعزل، فيُقرر إنهاء علاقته مع كارل داخل اللعبة. في عيد ميلاده التالي، تدعو ثيو كارل إلى الحفلة، ورغم التوتر الأولي، يعود داني وكارل لاستئناف علاقتهما الافتراضية داخل اللعبة. لاحقًا، يحاولان التقبيل في الواقع، لكنهما يتفقان على أنه لا توجد مشاعر رومانسية حقيقية بينهما. تؤدي مشادة جسدية بينهما إلى اعتقالهما طوال الليل. في وقت لاحق، كجزء من اتفاق بين الزوجين، يلعب داني "سترايكينغ فايبرز" مع كارل، بينما تذهب ثيو إلى حانة دون خاتم زواجها وتتعرف على غرباء. |              |                         |             |              |                    |
| 21 | 2            | «سميذرينز»              | جيمس هاوز   | تشارلي بروكر | 5 يونيو 2019       |
| تدور القصة حول كريس، الذي يلتقي هايلي في جلسة علاج جماعي بعد وفاة ابنتها انتحارًا. يمارس كريس الجنس معها ويشاهدها وهي تحاول يوميًا ثلاث مرات تسجيل الدخول إلى حساب ابنتها على منصة "بيرسونا". في يوم من الأيام، يقوم كريس، الذي يعمل سائقًا لشركة مشاركة الركوب، باختطاف جيدن، متدرب في شركة التواصل الاجتماعي "سميذرينز" ، تحت تهديد السلاح. تطارده الشرطة حتى يتوقف كريس في حقل. يتصل كريس برئيس جيدن ويطلب التحدث إلى الرئيس التنفيذي لشركة سميذرينز، بيلي باور، الذي يقضي وقتًا في خلوة فردية. يقوم موظفو سميذرينز بجمع معلومات عن كريس بينما يجبر هو مفاوض الرهائن على المغادرة. بعد إنذار نهائي من كريس، يوافق بيلي على التحدث إليه. يشرح كريس أنه كان يتحقق من إشعار من سميذرينز أثناء القيادة عندما اصطدم به سائق مخمور، مما أسفر عن مقتل السائق وخطيبة كريس. يوضح كريس نيته في الانتحار، وكخدمة له، يتواصل بيلي مع الرئيس التنفيذي لـ "بيرسونا" ليمنح هايلي كلمة مرور ابنتها. يحاول جيدن إبعاد مسدس كريس عنه لمنعه من الانتحار، ويُصدر أمر لقناص الشرطة بإطلاق النار داخل السيارة. |              |                         |             |              |                    |
| 22 | 3            | «رايتشل وجاك وآشلي توو» | آن سيويتسكي | تشارلي بروكر | 5 يونيو 2019       |
| تعيش رايتشل وجاك مع والدهما، الذي يعمل على تطوير بديل عن مصيدة الفئران التقليدية. في عيد ميلادها الخامس عشر، تحصل رايتشل على دمية ذكية تُدعى "آشلي تو"، وهي مستوحاة من نجمة البوب الشهيرة آشلي أو. ترقص رايتشل على إحدى أغاني آشلي أو في مسابقة مواهب مدرسية، لكنها تسقط وتغادر المسرح في حالة من الإحراج. في هذه الأثناء، تبدأ آشلي أو في التمرد على كاثرين، مديرة أعمالها المتسلطة والتي هي في الوقت نفسه خالتها. تقوم كاثرين بوضع دواء في طعام آشلي يؤدي إلى إدخالها في غيبوبة. عند معرفة دمية آشلي تو بما حدث، تبدأ في الاختلال. تقوم جاك باستخدام حاسوب والدها لإزالة محدد الوعي من الدمية، مما يمنحها إدراكًا كاملاً، إذ إنها في الأصل مصنوعة من نسخة رقمية من وعي آشلي أو الحقيقي. تتوجه رايتشل وجاك برفقة الدمية إلى منزل آشلي أو. بينما تتنكر جاك بصفتها صائدة فئران، تقوم رايتشل وآشلي تو بفصل آشلي أو عن أنبوب الدواء، مما يؤدي إلى استعادتها لوعيها. بعد أن ينجحن في التغلب على اثنين من موظفي كاثرين، يقتحمن قاعة عرض كانت كاثرين تستعرض فيها مشروع "آشلي إيترنال"، وهو نسخة هولوغرامية من آشلي أو مصممة لأداء الجولات الموسيقية بدلاً عنها. يكشف الثلاثي أن آشلي أو ما زالت على قيد الحياة وبكامل وعيها. في وقت لاحق، تبدأ آشلي أو في أداء موسيقى بديلة بمشاركة جاك، تحت الاسم الفني "آشلي فكن أو". |              |                         |             |              |                    |

### الموسم السادس (2023)
في الموسم السادس، أفادت شركة "نيلسن ميديا ريسيرش" بأن بلاك ميرور كان البرنامج التلفزيوني الأكثر مشاهدة على منصات البث في الولايات المتحدة خلال أسبوع صدوره، حيث قُدِّر عدد ساعات المشاهدة بـ 23 مليون ساعة. وفي الأسابيع التالية، احتل المرتبتين الثانية ثم الخامسة، ليصل إجمالي عدد ساعات المشاهدة إلى 40 مليون ساعة.
أعلنت نتفليكس، التي بدأت بالكشف عن أرقام المشاهدة منذ الموسم الخامس، أن 60 مليون ساعة من الموسم السادس من بلاك ميرور قد تمّت مشاهدتها عالميًا خلال أسبوع إطلاقه. ووفقًا لطريقة التصنيف الخاصة بنتفليكس، جاء الموسم في المرتبة الثانية من حيث عدد المشاهدين، بعد الموسم الرابع من لم يسبق لي أبدا. وبحلول نهاية شهر يونيو، ارتفع عدد ساعات المشاهدة إلى 140 مليون ساعة، بالإضافة إلى 110 مليون ساعة من مشاهدات المواسم الأخرى من بلاك ميرور. وبهذا، احتل الموسم السادس المرتبة 53 ضمن أكثر محتويات نتفليكس مشاهدة من يناير حتى يونيو 2023.
| ر. الإجمالي | ر. في الموسم | العنوان           | المخرج        | الكاتب       | تاريخ العرض الأصلي |
| --- | ------------ | ----------------- | ------------- | ------------ | ------------------ |
| 23 | 1            | «جون شخصية بغيضة» | آلي بانكيو    | تشارلي بروكر | 15 يونيو 2023      |
| تكتشف جوان أن أحداث يومها يتم إعادة سردها في الوقت شبه الحقيقي ضمن برنامج تلفزيوني يُدعى "جون شخصية بغيضة". تمتلك خدمة البث "ستريمبيري" الحق القانوني في فعل ذلك، لأن جوان وافقت على الشروط والأحكام دون قراءتها. يستخدم البرنامج حاسوبًا كموميًا لإنتاج الحلقات عبر صور مُولدة بالحاسوب، وتؤدي دور جوان فيه نسخة رقمية للممثلة سلمى حايك. لجذب انتباه حايك، تقوم جوان بفعل فاضح داخل كنيسة وهي ترتدي زي مشجعة. تلتقي بجوان الحقيقية، التي تشعر بالاستياء من استخدام صورتها بهذه الطريقة. تتسلل كل من جوان وسلمى حايك إلى مقر شركة ستريمبيري بهدف تدمير الحاسوب الكمومي. هناك، تكتشفان أنهما في واقع محاكى، وأن جوان ليست سوى نسخة رقمية من الممثلة آني ميرفي، والمبنية بدورها على جوان الأصلية. تقوم كل من النسختين بتحطيم الحواسيب الكمومية الخاصة بهما، مما يؤدي إلى تدمير تلك العوالم المحاكاة. تُوضع جوان الحقيقية تحت الإقامة الجبرية برفقة آني ميرفي الحقيقية، وتحقق حلمها ببدء مشروع مقهى خاص بها. |              |                   |               |              |                    |
| 24 | 2            | «لوك هنري»        | سام ميلر      | تشارلي بروكر | 15 يونيو 2023      |
| ديفيس و بيا، شريكان تعارفا خلال دورة في صناعة الأفلام، يزوران والدة ديفيس، جانيت، في الريف الاسكتلندي، ويلتقيان بصديق ديفيس القديم، ستيوارت، الذي يملك آخر حانة متبقية في منطقة لوك هنري. عندما تكتشف بيا قصة إين أداير، قاتل متسلسل محلي كان يعذب السياح، تقنع ديفيس بصناعة فيلم وثائقي عنه. يتسلل الثلاثة إلى قبو أداير للحصول على لقطات. أثناء مشاهدة بيا لأشرطة فيديو قديمة لجانيت من مسلسل بيرجيراك، تكتشف أن جانيت ووالد ديفيس الراحل شاركا في جرائم أداير. تهرب من المنزل وتتفادى مطاردة جانيت، لكنها تسقط بشكل مميت في النهر. تقوم جانيت بشنق نفسها إلى جانب أدلة تدينها. يُعرض فيلم وثائقي واقعي عن جرائم لوك هنري ويحقق نجاحًا ويحصل على جائزة بافتا بمشاركة ديفيس، مما يُنعش السياحة في حانة ستيوارت. في غرفة فندق وحيدًا، يعيد ديفيس قراءة رسالة انتحار والدته: "من أجل فيلمك. ماما." |              |                   |               |              |                    |
| 25 | 3            | «ما وراء البحر»   | جون كرولي     | تشارلي بروكر | 15 يونيو 2023      |
| في نسخة بديلة من عام 1969، يستطيع رائدا الفضاء كليف وديفيد نقل وعيهما إلى نسخ من أجسادهما على الأرض عندما لا تكون هناك حاجة لهما على متن المركبة الفضائية. يُحتجز ديفيد في المركبة بعد أن يُقتل أفراد عائلته وتُدمَّر نسخته الأرضية على يد جماعة دينية متطرفة. يسمح كليف وزوجته لانا لديفيد باستخدام محدود لنسخة كليف. تحتضن لانا ديفيد، في جسد كليف، عندما ينهار باكيًا أمامها. على الأرض، يبدأ ديفيد برسم لوحة زيتية لمنزل عائلة كليف. ومع تكرار الزيارات، يُصاب ديفيد بالهوس تجاه لانا ويقوم بمحاولة التقرب منها جسديًا أثناء رقصهما على أنغام أغنية "لا مير". ترفض لانا محاولاته في النهاية، ويكتشف كليف أن ديفيد كان يرسمها عارية على متن السفينة، فيقوم بضربه. أثناء خروج كليف في نزهة فضائية خارج المركبة، يستغل ديفيد الفرصة ويستخدم نسخة كليف الأرضية لقتل أفراد عائلته. على متن السفينة، يعرض ديفيد على كليف أن يجلس إلى جواره.                                                                     |              |                   |               |              |                    |
| 26 | 4            | «مايزي داي»       | أوتا بريزفيتز | تشارلي بروكر | 15 يونيو 2023      |
| في عام 2006، تلتقط مصورة المشاهير بو صوراً لعلاقة نجم شهير برجل، ما يؤدي إلى انتحاره. تقرر ترك هذه المهنة لكنها تعاني ماديًا. في هذه الأثناء، تنسحب الممثلة مايزي داي من تصوير فيلم في جمهورية التشيك بعد حادث دهس وفرار، ويُعرض 30,000 دولار لأول من يلتقط لها صورة. بدافع من هذا العرض، تتعقب بو مايزي وتلحق بها إلى مركز تأهيل روحي. تجدها مع ثلاثة مصورين آخرين مقيدة ويلتقطون صورًا لها. تطلق بو سراحها، فتتحول مايزي إلى مستذئبة. تقتل المستذئبة اثنين من المصورين بينما تهرب بو والمصور هيكتور إلى مطعم قريب يوجد فيه ضابط شرطة. تفشل بو في إقناع الضابط بخطورة الموقف. تقتل المستذئبة جميع من في المطعم ما عدا بو، التي تتمكن من إطلاق النار عليها بسلاح الضابط الميت. تعود مايزي إلى هيئتها البشرية، غارقة في الدماء ومتوسلة أن تموت. تضع بو السلاح في يدها، وتستعد لالتقاط صورة لها وهي تضع المسدس على رأسها باستخدام كاميرا هيكتور. يُسمع صوت طلقة نارية.                                       |              |                   |               |              |                    |
| 27 | 5            | «الشيطان 79»      | توبي هاينز    | تشارلي بروكر | 15 يونيو 2023      |
| تبدأ الحلقة ببطاقة عنوان تُقدّمها كفيلم "Red Mirror". في عام 1979، تعمل نيدا في متجر كبير، حيث تواجه عداءً من زملائها في العمل، ومن الجبهة الوطنية، والسياسي المحافظ مايكل سمارت. تكتشف تعويذة تستدعي غاب، شيطانًا في أول مهمة له، يتجسد في هيئة بوبي فاريل من فرقة بوني إم. يخبرها غاب أنها يجب أن تقتل ثلاثة أشخاص خلال ثلاثة أيام لإنقاذ العالم من نهايته. تقتل أولاً رجلًا يعتدي جنسيًا على ابنته، ثم تقتل رجلًا قتل زوجته، وتقتل أيضًا شقيقه الذي يصل أثناء مغادرتها. وبما أن مقتل القاتل لم يُحتسب، يتبقى هدف أخير: سمارت، الذي تراه في رؤية يصبح رئيسًا للوزراء بأجندة قومية متطرفة. تدفع نيدا سيارته خارج الطريق، لكن الشرطة تلقي القبض عليها قبل أن يموت. عند منتصف الليل، وأثناء استجوابها، تندلع حرب نووية. تنضم نيدا إلى غاب، الذي نبذه الشياطين، في فراغ أبدي. |              |                   |               |              |                    |

### الموسم السابع (2025)
| ر. الإجمالي | ر. في الموسم | العنوان                           | المخرج                 | الكاتب                                                | تاريخ العرض الأصلي |
| --- | ------------ | --------------------------------- | ---------------------- | ----------------------------------------------------- | ------------------ |
| 28 | 1            | «الناس العاديون»                  | آلي بانكيو             | تشارلي بروكر وبيشا كي آلي                             | 10 أبريل 2025      |
| تعيش المعلمة أماندا وعامل اللحام مايك حياة سعيدة كزوجين يرغبان في إنجاب طفل. بعد إصابة أماندا بورم في الدماغ، يوافق مايك على عقد مع شركة ناشئة تُدعى "ريفرمايند" لاستعادة وظائف دماغها عن بُعد مقابل رسوم شهرية. تقوم خوادم الشركة بدعم قدراتها الإدراكية لاسلكيًا. نتيجة لذلك، تنام أماندا بشكل مفرط ولا يمكنها مغادرة المناطق التي تغطيها خدمة ريفرمايند. تبدأ لاحقًا في ترديد إعلانات بشكل لا إرادي، مما يسبب لها مشكلات في عملها. يُموّل مايك سرًا نسخة "Plus" الخالية من الإعلانات من الخدمة من خلال أداء أفعال مهينة على منصة بث مباشر. ومع الأموال الإضافية، يشتري اشتراكًا محدود المدة في خدمة "Lux" من ريفرمايند، التي تتيح تعديل التجارب الحسية عبر تطبيق. بعد افتضاح أمره بشأن أنشطته على الإنترنت واعتدائه على زميل في العمل، يُطرد مايك، ما يجعلهم غير قادرين على دفع اشتراك Plus. كما يُخبَرون بأن حمل أماندا المحتمل سيتطلب رسومًا إضافية. بعد عام، يبيع مايك سرير الطفل غير المستخدم، وبناءً على طلب أماندا، يخنقها بوسادة بينما كانت تردد إعلانًا. ثم يدخل غرفة البث الخاصة به حاملًا قاطع صناديق ويغلق الباب خلفه. |              |                                   |                        |                                                       |                    |
| 29 | 2            | «العدو اللدود»                    | توبي هينز              | تشارلي بروكر                                          | 10 أبريل 2025      |
| ماريا، عالمة أبحاث وتطوير في شركة لصناعة الحلويات، تتعرف على زميلتها السابقة في المدرسة فيريتي خلال جلسة تذوق ضمن مجموعة تركيز. بعد أن تُوظف فيريتي فورًا كمساعدة بحث، تبدأ ماريا بملاحظة اختلافات طفيفة في حياتها، مثل اسم سلسلة الوجبات السريعة التي عمل فيها حبيبها. تكتشف تناقضات مشابهة في عملها أيضًا، كاختفاء مكون كانت قد حددته بدقة في منتج جديد، وتلقي باللوم على فيريتي، التي تتذكر أنها كانت تتعرض للتنمر في المدرسة. تحاول ماريا استخدام تسجيلات كاميرات المراقبة لاتهام فيريتي بشرب حليب زميل من الثلاجة المشتركة؛ لكن الفيديو يُظهر أن ماريا هي من قامت بذلك، ما يؤدي إلى فصلها من العمل. لاحقًا، تقتحم ماريا منزل فيريتي وتكتشف أنها بنت حاسوبًا كميًا قادرًا على التلاعب بالواقع. وبالتحكم به من خلال قلادة ترتديها، كانت فيريتي تستخدمه للانتقام من المتنمرين، ومن بينهم ماريا، التي نشرت شائعات عنها أيام المدرسة. تقوم ماريا بقتل فيريتي، وتستولي على الحاسوب والقلادة، ثم تُظهر واقعًا تصبح فيه إمبراطورة الكون. |              |                                   |                        |                                                       |                    |
| 30 | 3            | «فندق ريفيري»                     | هاولو وانغ             | تشارلي بروكر                                          | 10 أبريل 2025      |
| تُدعى نجمة هوليوود براندي فرايداي من قِبل شركة التكنولوجيا الترفيهية ReDream، التي توافق على إعادة إنتاج فيلم رومانسي كلاسيكي بعنوان فندق ريفيري، من خلال غمر وعيها داخل القصة باستخدام تقنية الإنتاج الافتراضي المعتمدة على الذكاء الاصطناعي. تؤدي براندي دور البطولة إلى جانب نسخة رقمية من الممثلة دوروثي تشامبرز، وخلال عملية إعادة التصوير، تنمو مشاعر الحب بينهما أكثر فأكثر. ومع ذلك، تتعرض تقنية ReDream لعطل، ويتجمد الزمن داخل الفيلم لكل من فيه ما عدا براندي ودوروثي، ما يتيح لهما قضاء أيام لا تُحصى من الرومانسية معًا. تكتشف دوروثي، التي أصبحت واعية بذاتها، أن النسخة "الحقيقية" منها توفيت بسبب انكسار قلبها، بعد عجزها عن الارتباط بحبيبتها. وعندما تعود تقنية ReDream للعمل، يُعاد ضبط الزمن إلى لحظة حدوث العطل الأول، مما يُحطم قلبي براندي ودوروثي. يُستكمل الفيلم وتُستخرج براندي من التجربة. بعد عدة أشهر، ترسل ReDream هاتفًا لبراندي لتتحدث من خلاله مع محاكاة ذكاء اصطناعي لدوروثي، التي تخبرها بأنها تملك "كل الوقت في العالم". |              |                                   |                        |                                                       |                    |
| 31 | 4            | «لعبة»                            | ديفيد سليد             | تشارلي بروكر                                          | 10 أبريل 2025      |
| كاميرون ووكر، وهو مراجع في مجلة بي سي زون، يُعتقل بتهمة السرقة والقتل لشخص مجهول الهوية. يروي ماضيه، موضحاً لقاءه عندما كان شاباً بالمبرمج الغريب كولين ريتمن ولعبته الفريدة لمحاكاة الحياة، "ثرونغلتس". ومع تطور علاقته بهذه المخلوقات الرقمية، تتعمق صلته بها بعد استخدامه لعقار إل إس دي، مما يبدو أنه مكّنه من فهمها وتعزيز التواصل بينها وبينه. عندما يقوم ضيف في المنزل يُدعى لامب بإساءة معاملة "ثرونغلتس" و"قتلهم"، يقتل كاميرون لامب بعنف ويخفي الجثة. على مر السنوات، يكرّس كاميرون نفسه لتحسين وجود "ثرونغلتس"، حتى أنه أجرى جراحة لزرع منفذ دماغي يسمح لهم بالعيش داخله. أثناء الاستجواب، وبدلاً من التعرف على الجثة، ينقل كاميرون شيفرة عبر رسم بياني إلى الخادم المركزي للحكومة. تتيح هذه الشيفرة لـ"ثرونغلتس" السيطرة على نظام البث الطارئ، وإرسال إشارة تهدف إلى إعادة برمجة أدمغة البشر لتحقيق السلام وإنهاء الصراعات. ومع نهاية الإشارة، يبتسم كاميرون، مؤمناً بأنه قد أحدث ثورة في حياة البشرية. |              |                                   |                        |                                                       |                    |
| 32 | 5            | «رثاء (المرآة السوداء)»           | كريس باريت ولوك تايلور | تشارلي بروكر وإيلا رود                                | 10 أبريل 2025      |
| يتلقى فيليب اتصالاً من شركة تُدعى "يولوجي" تجمع ذكريات فوتوغرافية غامرة لاستخدامها في التذكارات بعد وفاة حبيبته السابقة كارول. ورغم تردده في البداية، يقدّم صوراً قديمة تظهر فيها كارول بوجه غير واضح، لكن التكنولوجيا تتيح له "المشي داخل" هذه الصور برفقة امرأة تُعرف فقط باسم "المرشدة". بعد ذلك، يكشف عن العديد من الصور المشوهة لكارول، ما يوضح طبيعة علاقتهما المتوترة، والتي بلغت ذروتها حين اكتشفت كارول خيانته، تلاها فشل محاولته لطلب يدها للزواج في لندن. تكشف المرشدة لاحقاً أنها ابنة كارول، وقد وُلدت نتيجة علاقة عابرة قامت بها كارول كردّ فعل على خيانته. يعثر فيليب على كاميرا تصوير فوري لم تُحمّض بعد من تلك الرحلة، وتحتوي على صورة لغرفة محطمة ورسالة لم تُفتح من كارول. في الرسالة، تطلب كارول من فيليب أن يسامحها وأن يلقاها بعد مناوبتها القادمة إذا كان مستعداً للمضي قدماً معها ومع الطفل الذي قررت الاحتفاظ به. ولأن فيليب لم يرَ الرسالة من قبل، يغمره الندم، مدركاً أنها انتظرته لكنه لم يأتِ. وأخيراً، يتذكر وجه كارول ويحضر جنازتها في لندن، حيث تعزف ابنتها على آلة التشيلو. |              |                                   |                        |                                                       |                    |
| 33 | 6            | «يو إس إس كاليستر: نحو اللانهاية» | توبي هاينز             | تشارلي بروكر وبيشا ك. آلي وويليام بريدجز وبيكا بولينغ | 10 أبريل 2025      |
| طاقم السفينة يو إس إس "كاليستر"، وهم نسخ رقمية داخل لعبة "إنفينيتي"، يتحولون إلى قراصنة فضاء للبقاء على قيد الحياة عبر سرقة أرصدة داخل اللعبة، بينما يخططون لاختراق الخوادم لإنشاء فضائهم الخاص. لتحقيق ذلك، يحتاجون إلى والت، نسخة مستنسخة من الرئيس التنفيذي جيمس والتون بعد إعادة إحيائه داخل اللعبة. في العالم الحقيقي، تثير أسئلة من صحفي حول لاعبين خارجين عن السيطرة والاستنساخ غير القانوني الذي قام به روبرت دالي شكوك المبرمجة نانيت، التي تدخل اللعبة مع جيمس للتعرف على النسخ. تتمكن هي ونان (نسخة نانيت الرقمية) من العثور على والت. يقتل جيمس نسخة مستنسخة لتفادي الملاحقة القانونية ويتم طرده من اللعبة. يقود والت الطاقم إلى "قلب إنفينيتي"، حيث يكتشفون نسخة رقمية من روبرت وتقنية الاستنساخ الخاصة به. يعرض روبرت على نان خيارين: دمج وعيها مع نانيت الحقيقية الموجودة في غيبوبة، مما سيمحو طاقم السفينة، أو نقل الطاقم ونسخة أخرى من نان إلى خادم خاص بينما تبقى هي معه. توافق نان على نقل الطاقم إلى الخادم الخاص لكنها ترفض البقاء مع روبرت، مما يثير غضبه. يعود جيمس متنكراً في هيئة والت ويجذب لاعبين عدائيين لمهاجمة "كاليستر". تقتل نان روبرت، مما يؤدي إلى تفعيل التدمير الذاتي للعبة، وتستخدم خاصية "القص واللصق" لدمج الطاقم مع وعي نانيت. يتم مسح "إنفينيتي"، ويُعتقل جيمس، وتنتقل نان والطاقم إلى العالم الحقيقي. |              |                                   |                        |                                                       |                    |

## روابط خارجية
- Black Mirror على نتفليكس (الاشتراك مطلوب)